# Преждевременные похороны (фильм)
«Преждевременные похороны» (англ. The Premature Burial) — фильм режиссёра Роджера Кормана, снятый в 1962 году в рамках серии фильмов по произведениям Эдгара По. Единственный фильм в серии, в создании которого не принимал участие Винсент Прайс.

## Сюжет
Владелец богатого особняка Гай Каррел присутствует на вскрытии могилы человека, который явно был похоронен живым. Тогда он ещё вспоминает, что после похорон его отца Гидеона, страдавшего каталепсией, из склепа раздавались крики. Страх оказаться в подобном состоянии становится навязчивым для мужчины. Однако прекрасная Эмилия несмотря ни на что готова выйти за него замуж.
Но и после свадьбы ситуация не улучшается. Гай строит на болоте склеп, который скорее похож на дом, вдобавок оборудован многочисленными устройствами, позволяющими выбраться оттуда человеку, который был захоронен в бессознательном состоянии. Эмили в тревоге за мужа вызывает старого друга — доктора Майлза Арчера, которого умоляет помочь Каррелу. Однажды у Гая возникает припадок, во время которого ему кажется, что он похоронен в своём склепе, однако все ухищрения оказываются бесполезными. Его состояние становится хуже. Тогда Майлз рекомендует Эмили сообщить мужу, что если тот не уничтожит склеп, она уйдёт от него.
Гай соглашается с женой, взрывает своё мнимое спасительное сооружение и почти что начинает вести нормальный образ жизни. Однако на вечеринке он слышит, как за стенку дома случайно попадает кошка. И хотя животное благополучно спасают, прежние мысли возвращаются к Каррелу. Майлз требует открыть склеп Гидеона, дабы окончательно развеять все маниакальные мысли пациента, но после взлома двери оттуда на Гая падает скелет. Каррелу кажется, что исполняются все его самые страшные кошмары, однако в действительности оказывается, что он становится жертвой жестокого и хитроумного плана…

## В ролях
- Рэй Милланд — Гай Каррел
- Хэйзел Корт — Эмми Гаулт
- Ричард Ней — Майлз Арчер
- Хэзер Эйнджел — Кейт Каррел
- Алан Напье — доктор Гидеон Гаулт
- Джон Диркес — Суини
- Дик Миллер — Моул
- Клив Холлидэй — Джадсон
- Брендан Диллон — служитель